# Los Blue Splendor
Los Blue Splendor es una banda de rock formada en Valparaíso, Chile en 1962, en torno al pianista y director Ángelo Macchiavello y el cantante y bajista Rafael Palacios. El grupo grabó sus primeros LP entre 1966 y 1968, los que fueron sus mayores éxitos dentro del contexto de la nueva ola. Con un sonido influenciado por John Barry, Bill Halley y la tarantela, el grupo se presentaba con unas características chaquetas azules.

## Integrantes
- Ángelo Machiavello, teclado (1962-2011)
- Rafael Palacios, voz (1962-2007).
- Carlos Cifuentes, saxo
- Óscar García, saxo
- René Mena, guitarra
- Wilton Jil, bajo
- Rubén Leiva, batería
- Fernando Chard, voz (2008 - •)
- Ángelo Machiavello (hijo), teclado (2011 - •).
- Enrique Farias Silva

## Historia
Formado en 1962 en el puerto en torno a las figuras del pianista y director Ángelo Macchiavello y del cantante y bajista Rafael Palacios, el grupo grabó entre 1966 y 1968 tres long-play iniciales que marcan sus mayores éxitos hasta hoy. Con nombres como "Visión de otoño", "La ventana", "Ritmo de go-go" y "Hola, Rosita", Los Blue Splendor patentaron una sonoridad marcada por los arreglos de bronces y por la característica voz de Palacios, que se mantuvo al frente del conjunto hasta su muerte, en 2007. Un año más tarde fue estrenado Los Blue Splendor, documental del realizador Manuel González que recoge la historia del conjunto.
La influencia diversa de John Barry, Bill Halley y la tarantela italiana marcó el fresco sonido del grupo, que propuso una base rocanrolera coronados por la rareza de dos saxos tenores al unísono. Las brillantes chaquetas azules fueron su marca de estilo visual, sin excepción en los cientos de conciertos ofrecidos desde su formación.
En junio de 2012 el grupo celebró la asombrosa marca de cincuenta años de actividad con un concierto en el Teatro Municipal de Valparaíso, aunque ya sin Ángelo Machiavello a bordo, quien falleció en agosto de 2011.